# 分子电子学
分子电子学是一門研究分子並將之應用於电子元件制造領域（用分子製造電子元件）的學問，其目标是用单个分子、超分子或分子簇代替硅基半导体晶体管等固体电子元件组装逻辑电路。它的研究内容包括各种分子电子器件的合成、性能测试以及将它们组装在一起以实现一定的逻辑功能的方法。它也是一門涉及物理学、化学和材料科学等領域的跨学科學問。由于引入分子，电子元件的尺寸可以大幅缩小，分子电子学已经引起了許多人的注意，甚至還有可能突破摩尔定律。